# San Vicente Pauchil Chanival
San Vicente Pauchil Chanival är en ort i Mexiko.   Den ligger i kommunen Socoltenango och delstaten Chiapas, i den sydöstra delen av landet, 800 km sydost om huvudstaden Mexico City. San Vicente Pauchil Chanival ligger 609 meter över havet och antalet invånare är 388.
Terrängen runt San Vicente Pauchil Chanival är kuperad österut, men västerut är den platt. Runt San Vicente Pauchil Chanival är det ganska glesbefolkat, med 35 invånare per kvadratkilometer. Närmaste större samhälle är Venustiano Carranza, 19,4 km nordväst om San Vicente Pauchil Chanival. Omgivningarna runt San Vicente Pauchil Chanival är en mosaik av jordbruksmark och naturlig växtlighet.